# کاوالیه (تانک)
کاوالیه (به انگلیسی: Cavalier tank) یک تانک ساخت بریتانیا بود که در میانه جنگ جهانی دوم بر پایه تانک کروسیدر طراحی شد.

## طراحی و کاربرد
در جریان جنگ جهانی دوم، تجربیاتی که از طراحی تانک‌های پیشرو کاوِنِنتِر و کروسِیدِر در اواخر سال ۱۹۴۰ به‌دست آمده بود و همچنین درس‌هایی که از عمل تانک‌ها در نبردهای فرانسه و لیبی گرفته شده بود وزارت تدارکات بریتانیا را بر آن داشت در پایان سال ۱۹۴۰ سفارشی برای یک تانک کروزر سنگین صادر کند که مشکلات نهادی طراحی‌های پیشین در آن برطرف شده است. زره ضخیم‌تر (۶۵ م‌م جلوی بدنه - ۷۵ م‌م جلوی برجک) حلقه بزرگ‌تر برجک (قطر ۶۰ اینچ (۱٬۵۰۰ میلیمتر))، توپ سگنین‌تر (۶ پوندر)، موتور قدرتمندتر، حداکثر وزن ۲۴ تن، بیشینه سرعت حداقل ۲۴ مایل بر ساعت (۳۹ کیلومتر بر ساعت) و مهم‌تر از همه اتکاپذیری فنی بیشتر از جمله موارد موجود در این درخواست بود. شرکت واکسول بدین منظور نسخه کوچک‌تری از تانک پیاده‌نظام چرچیل را ارائه کرد که عنوان «اِی۲۳» داشت. به هر حال این طرح پذیرفته نشد. نمونه‌ای که شرکت نافیلد مکانایزِیشِن اند اِرو ارائه نمود بر پایه تانک کروسیدر بود. عنوان «اِی۲۴» بر این طرح نهاده شد و از این شرکت خواسته شد تا پاییز سال بعد شش اراده پیش‌نمونه از آن تولید کند. اِی۲۴ از نظر فنی مشابه کروسیدر بود و از همان سامانه تعلیق کریستی و جعبه‌دنده پیش‌چرخه‌ای ویلسون استفاده می‌کرد. فنرهای مارپیچ تقویت‌شده بودند تا تحمل وزن بیشتر نسبت به کروسیدر را بکنند.
گروه تولیدی لیلاند موتورز طرحی پیشنهاد کرد که در آن شاسی مشابه کروسیدر به‌کار رفته بود اما نیرومحرکه خود را از نسخهٔ منطبق‌شده موتور هواگرد رولز-رویس مرلین می‌گرفت و جعبه‌دنده جدید مریت-براون داشت. به هر صورت در این زمان تمامی تولیدات موتور مرلین برای هواگردها لازم بود. با این حال طراحی پایه شاسی اِی۲۴ از این طرح لیلاند موتورز که «اِی۲۷» نامیده شد، تأثیر برداشت. متعاقباً ماه ژوئن سال ۱۹۴۱ سفارش ۵۰۰ فروند از اِی۲۴ صادر گردید. ابتدا نام «کراوِل ۱» بر اِی۲۴ نهاده شد. به هر حال این نمونه یک گونه موقت به حساب می‌آمد و همزمان کار بر روی اِی۲۷ ادامه داشت. در ادامه تصمیم بر این شد که نام «کراموِل» به اِی۲۷ اطلاق شود و نام «کاوالیه» برای اِی۲۴ برگزیده شد.
نخستین پیش نمونه کاوالیه در نهایت ماه ژانویه سال ۱۹۴۲ تکمیل شد. این گونه با موتور ۱۲ سیلندر لیبرتی هیچ برتری فنی بر کروسیدر نداشت و در عمل با وزن بیشتر عملکرد ضعیف‌تری نشان می‌داد. موتور این تانک طول عمر کمتری داشت و بیشتر مستعد خرابی بود.
از تانک‌های کاوالیه تولیدشده صرفاً برای آموزش تیراندازی با توپ استفاده می‌شد. سال ۱۹۴۳ نیمی از آن‌ها به تانک دیده‌بان توپخانه تبدیل شدند. تعدادی از این‌ها در کارزار ۴۵–۱۹۴۴ شمال غربی اروپا در هنگ‌های توپخانه لشکرهای زرهی به‌کار رفت. تعداد اندک دیگری با حذف برجک و نصب قلاب و قرقره به خودرو زره‌پوش بازیابی تبدیل شدند.